# Lucius Junius Silanus
Pour les articles homonymes, voir Junius Silanus.
Lucius Junius Silanus (27-†49, suicide), préteur en 48, est un arrière-arrière-petit-fils d'Auguste de par son ascendance maternelle. Il est le fils de Marcus Junius Silanus et d'Aemilia Lepida. Fiancé à Octavie, fille de Claude, il se suicide, par ordre de ce prince, en 49.

## Biographie
L. Silanus est fiancé en 41 à la fille de Claude, Claudia Octavia. Il participe à la campagne de Bretagne en 43.
En 49, il est préteur. Agrippine la jeune veut éliminer celui qui pourrait concurrencer son fils à la succession de Claude. Elle diffuse donc des rumeurs au sujet de son prétendu inceste avec sa sœur Junia Calvina, qui était d'une grande beauté mais avait trop peu de réserve. Claude se laissa persuader par Agrippine. L. Silanus est exclu de l'ordre sénatorial et contraint de se démettre de sa magistrature de préteur. Il se suicide le jour même des noces d'Agrippine et de Claude,.